# I Wayan Lotring
I Wayan Lotring   (Banjar Tegal, 1887 - juliol 1982) va ser un compositor, intèrpret i professor de gamelan balinès.
És considerat una de les figures clau del segle vint en el panorama musical de gamelan balinès, per haver influït profundament en el desenvolupament dels estils pelegongan, kebyar, gender wayang i angklung. També va ser un gran intèrpret, sobretot en gender i kendang. En l'àmbit de la dansa, és reconegut pel seu mestratge en nandir, gandrung i legong. Entre les seves composicions destaquen Liar Samas, Sekar Ginotan o Gambangan (també conegut com a Gambang Kuta).

## Biografia
Fill dels pagesos i pescadors I Rapi i Ni Gublig, pare i mare respectivament, I Wayan Lotring va passar la seva infantesa a Banjar Tegal, un petit poble del districte de Kuta en el qual hi havia gamelan bebarongan, gandrung i gender wayang. Des dels primers anys de la seva vida va tenir contacte amb aquests estils de música.
Va iniciar-se en l'estudi de la dansa a una edat especialment avançada amb relació a l'habitual, més des de la perspectiva de l'ensenyament i la composició que per a convertir-se en ballarí. A voltants de 1906 va formar-se en dansa nandir a la cort de Blahbatuh. Més endavant, a voltants de 1917 va anar a estudiar dansa legong a Puri Paang, a Sukawati, on va ser format pel mestre de dansa Anak Agung Rai Perit, i els mestres de música Dewa Putu Belacing i I Made Bambang Duaja. Durant aquest període a Sukawati, sovint anava a Saba a ensenyar el repertori que acompanya el legong així com tabuh petegak (composicions instrumentals introductòries) de pròpia creació.
Després de formar-se en legong, Lotring va decidir fundar una sekaha de legong a Banjar Tegal. L'any 1926 Lotring i la sekaha legong van anar a Surakarta a representar el Mangkunegaran. L'any 1929, el grup del sekaha es va dissoldre. Més endavant, durant els anys cinquanta, intentaria revifar-lo, sense èxit. Tot i això, durant dècades es mantindria actiu ensenyant legong, gender wayang, pelegongan, angklung, pejogedan, gandrung i gong kebyar.
Durant els anys quaranta, la popularitat del gong kebyar es va fer hegemònica en detriment del pelegongan, i Lotring es va adaptar als nous temps ensenyant a futures eminències com I Wayan Beratha.
L'any 1973 es van fondre alguns instruments del conjunt pelegongan del sekaha per forjar un gamelan gong kebyar, que continua interpretant calonarang de tant en tant, així com composicions de Lotring.